# John Archibald Wheeler
John Archibald Wheeler (ur. 9 lipca 1911 w Jacksonville, Floryda, zm. 13 kwietnia 2008 w Hightstown) – amerykański fizyk teoretyczny, laureat Nagrody Einsteina (1965) i Nagrody Wolfa w dziedzinie fizyki (1997).

## Życiorys
W latach 1947–1976 profesor Uniwersytetu w Princeton, od 1976 Uniwersytetu w Austin (stan Teksas).
Prowadził badania w dziedzinie fizyki atomowej i fizyki jądrowej oraz oddziaływań elektromagnetycznych między cząstkami elementarnymi. Opracował teorię stanu równowagi gwiazd bardzo gęstych. Autor teoretycznych prac z zakresu unifikacji oddziaływań. Jest twórcą partycypacyjnej zasady antropicznej, według której wszechświat może istnieć tylko jeśli zawiera obserwatora.
Zajmował się teorią czarnych dziur i kolapsu (zapadania) grawitacyjnego. W 1969 roku wprowadził termin czarna dziura.

## Nagrody
Wheeler w 1997 r. został uhonorowany Nagrodą Wolfa za wkład w fizykę. Laureat Medalu Oersteda za nauczanie fizyki i Nagrody Enrica Fermiego.